# Холм, Селеста
Селеста Холм (англ. Celeste Holm, 29 апреля 1917 — 15 июля 2012) — американская актриса, обладательница премий «Оскар» и «Золотой глобус».

## Биография
Селеста Холм родилась 29 апреля 1917 года в Нью-Йорке, а всё её детство прошло в деревне Лонг-Вэлли в Нью-Джерси. Её мать, Джин Парк, была художницей, а отец, норвежец Теодор Холм, страховым агентом. Актёрское мастерство она изучала в Чикагском университете, а свою театральную карьеру начала в конце 1930-х годов после развода с Ральфон Нельсоном, отцом её сына Теда.
Её первая крупная роль была в постановке «Гамлет» с Лесли Говардом в главной роли, а вскоре после этого ей предложили роль Эдо Энни в бродвейском мюзикле «Оклахома!». В 1946 году актриса подписала контракт с кинокомпанией «20th Century Fox», и уже два года спустя была удостоена премий «Оскар» и «Золотой глобус» за лучшую женскую роль второго плана в фильме «Джентльменское соглашение». После своей роли Карен Ричардс в фильме «Всё о Еве» (1950) Селеста Холм предпочла киноролям живое исполнение в театре, снявшись в последующем десятилетии лишь в нескольких фильмах. В дальнейшем наиболее успешными её ролями стали Сильвия Крюз в «Нежной ловушке» (1955) и Лиз Имбри в «Высшее общество» (1956), в которых она появилась в компании Фрэнка Синатры.
Начиная с конца 1950-х годов Селеста Холм много работала на телевидении, снималась в телесериалах и была ведущей нескольких шоу. Она появилась в таких сериалах как «Доктор Килдер», «Правосудие Берка», «Улицы Сан Франциско», «Частный детектив Магнум», «Прикосновение ангела», «Третья смена» и многих других. На большом экране актриса появлялась в фильмах «Том Сойер» (1973) и «Трое мужчин и младенец» (1987). В 1983 году она выступила в Лондоне в мюзикле «Леди во тьме».
За свою долгую карьеру Селеста Холм неоднократно удостаивалась всевозможных премий и наград. В 1968 году она получила премию Сары Сиддонс за большие достижения в театрах Чикаго, Рональд Рейган назначил её одним из членов Национального совета искусств, король Норвегии Улаф V ввёл её в ранг рыцаря, а в 1992 году она была включена в Американский театральный холл славы. Актриса до конца жизни оставалась активной участницей ЮНИСЕФ.

## Личная жизнь
От первого мужа, с которым она развелась в 1938 году, Селеста Холм родила сына Теда Нельсона, будущего изобретателя гипертекста. В 1940 году она вышла замуж за Фрэнсиса Э. Дэвиса, ради которого даже приняла католицизм, но всё же брак не удался, и в том же году они расстались.
С 1946 по 1952 год она была замужем за Скайлером Даннингом, от которого родила сына Дэниэла Даннинга. В 1968 году Селеста Холм вступила в брак с актёром Уэсли Эбби. Вместе с ним в ролях семейной пары она снялась в фильме «Любить». Хотя у них не было детей, этот брак стал самым длинным в её жизни и закончился со смертью Уэсли в 1996 году.
29 апреля 2004 года, в свой 87 день рождения, Селеста Холм вновь вышла замуж. Её избранником стал оперный певец Фрэнк Бэзаил.

## Фильмография
| Год  |    | Русское название                 | Оригинальное название               | Роль                  |
| ---- | -- | -------------------------------- | ----------------------------------- | --------------------- |
| 1946 | ф  | —                                | Three Little Girls in Blue          | Мириам Харрингтон     |
| 1947 | ф  | Карнавал в Коста-Рике            | Carnival in Costa Rica              | Селест                |
| 1947 | ф  | Джентльменское соглашение        | Gentleman’s Agreement               | Энн Деттри            |
| 1948 | ф  | Придорожное заведение            | Road House                          | Сьюзи Смит            |
| 1948 | ф  | Змеиная яма                      | The Snake Pit                       | The Snake Pit / Грейс |
| 1949 | ф  | Цыплёнок каждое воскресенье      | Chicken Every Sunday                | Эмили Хефферан        |
| 1949 | ф  | Письмо трём жёнам                | A Letter to Three Wives             | Эдди Росс             |
| 1949 | ф  | Приходи в конюшню                | Come to the Stable                  | сестра Схоластика     |
| 1949 | ф  | Все занимаются этим              | Everybody Does It                   | Дорис Блэр Борланд    |
| 1950 | ф  | Шампанское для Цезаря            | Champagne for Caesar                | Флейм О’Нил           |
| 1950 | ф  | Всё о Еве                        | All About Eve                       | Карен Ричардс         |
| 1955 | ф  | Нежный капкан                    | The Tender Trap                     | Сильвия Круз          |
| 1956 | ф  | Высшее общество                  | High Society                        | Лиз Имбри             |
| 1956 | тф | Кэролин                          | Carolyn                             | Кэролин Дэниелс       |
| 1957 | тф | Йомен гвардии                    | The Yeomen of the Guard             | Фиби Мерилл           |
| 1962 | ф  | Квартира холостяка               | Bachelor Flat                       | Хелен Бушмилл         |
| 1965 | тф | Золушка                          | Cinderella                          | Фея-Крёстная          |
| 1966 | тф | Встреть меня в Сент-Луисе        | Meet Me in St. Louis                | миссис Смит           |
| 1967 | ф  | Доктор, Вы должно быть шутите    | Doctor, You’ve Got to Be Kidding!   | Луиз Хеллоран         |
| 1970 | тф | —                                | Swing Out, Sweet Land               | Нэнси Линкольн        |
| 1973 | ф  | Том Сойер                        | Tom Sawyer                          | тётя Полли            |
| 1974 | тф | Смертельный круиз                | Death Cruise                        | Элизабет Мейсон       |
| 1976 | с  | Капитаны и короли                | Captains and the Kings              | сестра Анджела        |
| 1976 | ф  | Горькая и сладкая любовь         | Bittersweet Love                    | Мэриан Льюис          |
| 1976 | с  | Коломбо                          | Columbo                             | Филлис Литтон Брандт  |
| 1977 | ф  | Личное досье Джона Эдгара Гувера | he Private Files of J. Edgar Hoover | Флоренс Холлистер     |
| 1979 | с  | Закулисье Белого дома            | Backstairs at the White House       | Флоренс Хардинг       |
| 1981 | тф | —                                | Midnight Lace                       | Сильвия Рэндолл       |
| 1987 | ф  | Трое мужчин и младенец           | Three Men and a Baby                | миссис Холден         |
| 1997 | ф  | Последнее дыхание                | Still Breathing                     | Айда                  |
| 2005 | ф  | Алхимия чувств                   | Alchemy                             | Айрис                 |

## Награды и номинации
| Награда        | Год  | Категория                                                       | Название работы           | Результат |
| -------------- | ---- | --------------------------------------------------------------- | ------------------------- | --------- |
| Оскар          | 1948 | Лучшая женская роль второго плана                               | Джентльменское соглашение | Победа    |
| Оскар          | 1950 | Лучшая женская роль второго плана                               | Приходи в конюшню         | Номинация |
| Оскар          | 1951 | Лучшая женская роль второго плана                               | Всё о Еве                 | Номинация |
| Золотой глобус | 1948 | Лучшая женская роль второго плана в кинофильме                  | Джентльменское соглашение | Победа    |
| Эмми           | 1979 | Лучшая женская роль второго плана в мини-сериале или телефильме | Закулисье Белого дома     | Номинация |